# Сидорчук Сергій Олександрович
Сергі́й Олекса́ндрович Сидорчу́к (нар. 2 травня 1991, Джанкой, Кримська АРСР, Українська РСР) — український футболіст, опорний півзахисник збірної України та бельгійського клубу «Вестерло».

## Клубна кар'єра

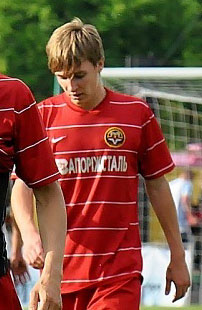
Сергій Сидорчук у складі запорізького «Металурга»

### «Металург»
Вихованець запорізького футболу, з 2004 року навчався у школі «Металурга».
Влітку 2008 року увійшов до структури клубу, але відразу був відданий у другу команду, що виступала в другій лізі, де він за пів року зіграв у 14 матчах, справив гарне враження на тренерський штаб і був повернутий до основної команди, проте до кінця сезону грав лише за молодіжну команду.
У Прем'єр-лізі дебютував на початку наступного сезону 23 серпня 2009 року в матчі проти донецького «Металурга» (3:0), проте все одно більше часу виступав у молодіжному чемпіонаті.
Після того, як за підсумками сезону 2010/11 «Металург» покинув Прем'єр-лігу, з клубу пішли ряд гравців і Сидорчук став основним гравцем команди, допомігши запорожцям у першому ж сезоні повернутись до еліти, де також залишився основним гравцем на наступний сезон. Всього провів за команду у Прем'єр-лізі 37 ігор, у першій лізі — 27 (4 голи), а в Кубку України — 8 (1 гол).

### «Динамо»
21 грудня 2012 року, разом зі своїм партнером по команді Андрієм Цуріковим, підписав п'ятирічний контракт з київським «Динамо». На відміну від нього Сергій влився до складу команди. У «Динамо» дебютував 10 березня 2013 року в виїзній грі 20-го туру чемпіонату України проти «Волині», яка закінчилася перемогою киян 0:2. 29 вересня 2015 року Сидорчук дебютував у Лізі чемпіонів УЄФА у другому матчі групового етапу проти ізраїльського клубу «Маккабі» (Тель-Авів) удома, де «Динамо» виграло 2:0.
10 вересня 2017 року Сергій Сидорчук був обраний капітаном київського «Динамо» та вперше вивів команду на поле з капітанською пов'язкою в матчі восьмого туру чемпіонату України проти «Олександрії», який кияни виграли з рахунком 3:0.
10 вересня 2017 року вперше вивів на поле «Динамо» з капітанською пов'язкою в матчі УПЛ проти «Олександрії» (3:0). Капітанський дебют Сергія на міжнародній арені відбувся 14 вересня 2017 року у домашньому матчі киян із албанським «Скендербеу» (2:1) у груповому раунді Ліги Європи.
На 2020 рік був найбільш високооплачуваним гравцем «Динамо» із зарплатою в 1,3 мільйона євро на рік.

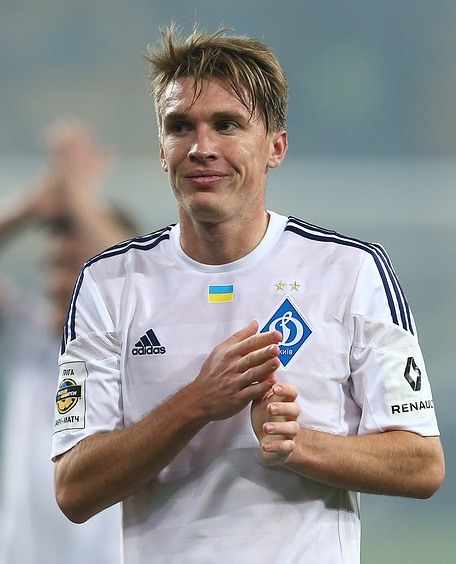
Сергій Сидорчук під час виступів за «Динамо». 2015 рік.

21 березня 2021 року в домашньому поєдинку проти львівського «Руху» провів свій 200-й матч у чемпіонатах України (у складі київського «Динамо» — 163 гри, а запорізького «Металурга» — 37). 18 вересня 2021 року в домашньому матчі УПЛ з «Олександрією» у 100-й раз вивів «Динамо» на поле з капітанською пов'язкою, ставши 5-м капітаном в історії клубу за часи незалежності України, якому це вдалося. 30 жовтня 2021 року в матчі чемпіонату України відзначився двома голами у ворота «Маріуполя», оформивши свій перший дубль у професійній кар'єрі.
30 жовтня 2022 року у грі проти «Кривбасу» провів свій ювілейний, 300-й, матч у складі «Динамо» у всіх турнірах і став лише 10-м гравцем «Динамо», який провів не менше 300 ігор на клубному рівні за часів незалежності України.
Останній матч за клуб провів 31 серпня 2023 року у Лізі конференцій проти «Бешикташа» (0:1). Він став 50-им матчем для Сидорчука у єврокубках як капітана «Динамо». За цим показником він посів третю позицію у списку капітанів-гвардійців українських клубів після Даріо Срни та Олександра Шовковського. По 23 рази Сидорчук виводив динамівців на поле у Лізі чемпіонів та у Лізі Європи, 4 — у Лізі конференцій. В іграх, у яких він брав участь у статусі капітана, «біло-сині» здобули 13 перемог, 13 зустрічей завершили внічию та 24 програли (м'ячі 50:76). Крім того, матч із «Бешикташем» став 83-м у єврокубковій кар'єрі Сидорчука. Що дозволило вийти йому на 4-те місце в списку топ-гвардійців «Динамо», обійшовши Андрія Ярмоленка.
Всього награв за «біло-синіх» 327 матчів, відзначився 21 голом та 21 асистом і здобув 12 титулів з «Динамо» — 3 чемпіонства України, 4 Кубки та 5 Суперкубків.

### «Вестерло»
5 вересня 2023 року клуб бельгійської вищої ліги «Вестерло» оголосив про підписання трирічного контракту з Сидорчуком.

## Збірна
Протягом 2008—2010 років грав за юнацькі збірні України різних вікових категорій.
У головній збірній України дебютував 9 жовтня 2014 року у грі проти збірної Білорусі в рамках відбору до Євро 2016. У цьому матчі відзначився голом на 93-й хвилині з передачі Андрія Ярмоленка. Матч закінчився з рахунком 0:2. Наступну гру відбіркового турніру, матч проти збірної Македонії, який відбувся трьома днями пізніше, вже розпочав у стартовому складі збірної України. У цій грі став автором єдиного гола зустрічі (1:0 на користь українців), забивши під завісу першого тайму після відскоку м'яча від того ж Ярмоленка. Таким чином Сидорчук став автором непересічного досягнення, відзначившись голами у двох дебютних іграх за збірну.
24 березня 2021 року у виїзному матчі проти збірної Франції пробивав по воротах суперника і м'яч рикошетом від захисника французів Преснеля Кімпембе залетів у ворота. Спочатку взяття воріт було зафіксовано як автогол, проте наступного дня УЄФА змінили протокол матчу та записали гол на Сидорчука. Цей гол став третім у кар'єрі Сергія за збірну.
1 червня 2021 року був включений в офіційну заявку збірної України головним тренером Андрієм Шевченком для участі в матчах чемпіонату Європи 2020 року. На турнірі зіграв у всіх п'яти іграх і допоміг команді дійти до чвертьфіналу.
8 червня 2022 року вперше вивів на поле збірну України з капітанською пов'язкою у матчі Ліги націй УЄФА 2022/23 проти збірної Ірландії (1:0).

## Статистика

### Клубна статистика
Станом на 5 вересня 2023 року
| Сезон                    | Команда                  | Чемпіонат                | Чемпіонат | Чемпіонат | Національний кубок | Національний кубок | Національний кубок | Континентальні кубки | Континентальні кубки | Континентальні кубки | Інші змагання | Інші змагання | Інші змагання | Усього | Усього |
| Сезон                    | Команда                  | Ліга                     | Ігор      | Голів     | Ліга               | Ігор               | Голів              | Ліга                 | Ігор                 | Голів                | Ліга          | Ігор          | Голів         | Ігор   | Голів  |
| ------------------------ | ------------------------ | ------------------------ | --------- | --------- | ------------------ | ------------------ | ------------------ | -------------------- | -------------------- | -------------------- | ------------- | ------------- | ------------- | ------ | ------ |
| 2008–09                  | «Металург-2» З           | ДрЛ                      | 14        | 0         | -                  | -                  | -                  | -                    | -                    | -                    | -             | -             | -             | 14     | 0      |
| Усього за «Металург-2» З | Усього за «Металург-2» З | Усього за «Металург-2» З | 14        | 0         |                    | -                  | -                  |                      | -                    | -                    |               | -             | -             | 14     | 0      |
| 2009–10                  | «Металург» З             | ПЛ                       | 7         | 0         | КУ                 | 1                  | 0                  | -                    | -                    | -                    | -             | -             | -             | 8      | 0      |
| 2010–11                  | «Металург» З             | ПЛ                       | 19        | 0         | КУ                 | 2                  | 1                  | -                    | -                    | -                    | -             | -             | -             | 21     | 1      |
| 2011–12                  | «Металург» З             | ПрЛ                      | 27        | 4         | КУ                 | 3                  | 0                  | -                    | -                    | -                    | -             | -             | -             | 30     | 4      |
| 2012–13                  | «Металург» З             | ПЛ                       | 10        | 0         | КУ                 | 1                  | 0                  | -                    | -                    | -                    | -             | -             | -             | 11     | 0      |
| Усього за «Металург» З   | Усього за «Металург» З   | Усього за «Металург» З   | 63        | 4         |                    | 7                  | 1                  |                      | -                    | -                    |               | -             | -             | 70     | 5      |
| 2012–13                  | «Динамо»                 | ПЛ                       | 7         | 0         | КУ                 | 0                  | 0                  | -                    | -                    | -                    | -             | -             | -             | 7      | 0      |
| 2013–14                  | «Динамо»                 | ПЛ                       | 14        | 2         | КУ                 | 4                  | 0                  | ЛЄ                   | 4                    | 0                    | -             | -             | -             | 22     | 2      |
| 2014–15                  | «Динамо»                 | ПЛ                       | 22        | 3         | КУ                 | 6                  | 0                  | ЛЄ                   | 11                   | 0                    | -             | -             | -             | 39     | 3      |
| 2015–16                  | «Динамо»                 | ПЛ                       | 19        | 1         | КУ                 | 3                  | 0                  | ЛЧ                   | 6                    | 0                    | СК            | 1             | 0             | 29     | 1      |
| 2016–17                  | «Динамо»                 | ПЛ                       | 27        | 4         | КУ                 | 4                  | 0                  | ЛЧ                   | 5                    | 1                    | СК            | 1             | 0             | 37     | 5      |
| 2017–18                  | «Динамо»                 | ПЛ                       | 10        | 0         | КУ                 | 0                  | 0                  | ЛЧ/ЛЄ                | 2+5                  | 0+1                  | СК            | 1             | 0             | 18     | 1      |
| 2018–19                  | «Динамо»                 | ПЛ                       | 23        | 1         | КУ                 | 0                  | 0                  | ЛЧ/ЛЄ                | 4+8                  | 0                    | СК            | 1             | 0             | 36     | 1      |
| 2019–20                  | «Динамо»                 | ПЛ                       | 25        | 1         | КУ                 | 3                  | 1                  | ЛЧ/ЛЄ                | 1+5                  | 0                    | СК            | 1             | 0             | 35     | 2      |
| 2020–21                  | «Динамо»                 | ПЛ                       | 21        | 3         | КУ                 | 3                  | 0                  | ЛЧ/ЛЄ                | 7+4                  | 0                    | СК            | 1             | 0             | 36     | 3      |
| 2021–22                  | «Динамо»                 | ПЛ                       | 15        | 2         | КУ                 | 1                  | 0                  | ЛЧ                   | 6                    | 0                    | СК            | 1             | 0             | 23     | 2      |
| 2022–23                  | «Динамо»                 | ПЛ                       | 27        | 0         | -                  | -                  | -                  | ЛЧ/ЛЄ                | 5+6                  | 0                    | -             | -             | -             | 38     | 0      |
| 2023–24                  | «Динамо»                 | ПЛ                       | 3         | 1         | КУ                 | 0                  | 0                  | ЛК                   | 4                    | 0                    | -             | -             | -             | 7      | 1      |
| Усього за «Динамо»       | Усього за «Динамо»       | Усього за «Динамо»       | 213       | 18        |                    | 24                 | 1                  |                      | 83                   | 2                    |               | 7             | 0             | 327    | 21     |
| 2023–24                  | «Вестерло»               | ЖПЛ                      | 0         | 0         | КБ                 | 0                  | 0                  | -                    | -                    | -                    | -             | -             | -             | 0      | 0      |
| Усього за кар'єру        | Усього за кар'єру        | Усього за кар'єру        | 290       | 22        |                    | 31                 | 2                  |                      | 83                   | 2                    |               | 7             | 0             | 411    | 26     |

### Матчі за збірну
Станом на 21 червня 2024 року
| Дата       | Місто       | Господарі            | Результат | Гості                | Турнір                               | Голи | Примітки |
| ---------- | ----------- | -------------------- | --------- | -------------------- | ------------------------------------ | ---- | -------- |
| 09-10-2014 | Борисов     | Білорусь             | 0 – 2     | Україна              | Відбір до ЧЄ 2016                    | 1    | 64'      |
| 12-10-2014 | Львів       | Україна              | 1 – 0     | Північна Македонія   | Відбір до ЧЄ 2016                    | 1    |          |
| 15-11-2014 | Люксембург  | Люксембург           | 0 – 3     | Україна              | Відбір до ЧЄ 2016                    | -    |          |
| 18-11-2014 | Київ        | Україна              | 0 – 0     | Литва                | товариський матч                     | -    | 77'      |
| 09-06-2015 | Лінц        | Грузія               | 1 – 2     | Україна              | товариський матч                     | -    | 45'      |
| 14-06-2015 | Львів       | Україна              | 3 – 0     | Люксембург           | Відбір до ЧЄ 2016                    | -    |          |
| 09-10-2015 | Скоп'є      | Північна Македонія   | 0 – 2     | Україна              | Відбір до ЧЄ 2016                    | -    |          |
| 14-11-2015 | Львів       | Україна              | 2 – 0     | Словенія             | Відбір до ЧЄ 2016                    | -    |          |
| 17-11-2015 | Марибор     | Словенія             | 1 – 1     | Україна              | Відбір до ЧЄ 2016                    | -    | 61'      |
| 28-03-2016 | Київ        | Україна              | 3 – 4     | Уельс                | товариський матч                     | -    | 59'      |
| 29-05-2016 | Турин       | Румунія              | 3 – 4     | Україна              | товариський матч                     | -    | 67'      |
| 03-06-2016 | Бергамо     | Албанія              | 1 – 3     | Україна              | товариський матч                     | -    | 67'      |
| 12-06-2016 | Лілль       | Німеччина            | 2 – 0     | Україна              | ЧЄ 2016                              | -    |          |
| 16-06-2016 | Ліон        | Україна              | 0 – 2     | Північна Ірландія    | ЧЄ 2016                              | -    | 76'      |
| 05-09-2016 | Київ        | Україна              | 1 – 1     | Ісландія             | Відбір до ЧС 2018                    | -    | 63'      |
| 06-10-2016 | Конья       | Туреччина            | 2 – 2     | Україна              | Відбір до ЧС 2018                    | -    | 46'      |
| 15-11-2016 | Харків      | Україна              | 2 – 0     | Сербія               | товариський матч                     | -    | 46'      |
| 24-03-2017 | Загреб      | Хорватія             | 1 – 0     | Україна              | Відбір до ЧС 2018                    | -    | 77'      |
| 06-06-2017 | Ґрац        | Україна              | 0 – 1     | Мальта               | товариський матч                     | -    | 46'      |
| 06-10-2017 | Шкодер      | Косово               | 0 – 2     | Україна              | Відбір до ЧС 2018                    | -    |          |
| 09-10-2017 | Київ        | Україна              | 0 – 2     | Хорватія             | Відбір до ЧС 2018                    | -    | 69'      |
| 31-05-2018 | Женева      | Марокко              | 0 – 0     | Україна              | товариський матч                     | -    | 76'      |
| 03-06-2018 | Шкодер      | Албанія              | 1 – 4     | Україна              | товариський матч                     | -    | 70'      |
| 09-09-2018 | Львів       | Україна              | 1 – 0     | Словаччина           | Ліга націй УЄФА 2018—2019 - 1-й етап | -    | 86'      |
| 10-10-2018 | Генуя       | Італія               | 1 – 1     | Україна              | товариський матч                     | -    | 56'      |
| 11-10-2019 | Харків      | Україна              | 2 – 0     | Литва                | Відбір до ЧЄ 2020                    | -    | 73'      |
| 14-11-2019 | Запоріжжя   | Україна              | 1 – 0     | Естонія              | товариський матч                     | -    | 46'      |
| 17-11-2019 | Белград     | Сербія               | 2 – 2     | Україна              | Відбір до ЧЄ 2020                    | -    |          |
| 06-09-2020 | Мадрид      | Іспанія              | 4 – 0     | Україна              | Ліга націй УЄФА 2020—2021 - 1-й етап | -    | 63'      |
| 10-10-2020 | Київ        | Україна              | 1 – 2     | Німеччина            | Ліга націй УЄФА 2020—2021 - 1-й етап | -    | 84'      |
| 13-10-2020 | Київ        | Україна              | 1 – 0     | Іспанія              | Ліга націй УЄФА 2020—2021 - 1-й етап | -    | 60'      |
| 11-11-2020 | Хожув       | Польща               | 2 – 0     | Україна              | товариський матч                     | -    | 76'      |
| 24-03-2021 | Париж       | Франція              | 1 – 1     | Україна              | Відбір до ЧС 2022                    | 1    | 79'      |
| 31-03-2021 | Київ        | Україна              | 1 – 1     | Казахстан            | Відбір до ЧС 2022                    | -    | 67'      |
| 23-05-2021 | Харків      | Україна              | 1 – 1     | Бахрейн              | товариський матч                     | -    | 64'      |
| 03-06-2021 | Дніпро      | Україна              | 1 – 0     | Північна Ірландія    | товариський матч                     | -    | 76'      |
| 13-06-2021 | Амстердам   | Нідерланди           | 3 – 2     | Україна              | ЧЄ 2020 - груповий етап              | -    |          |
| 17-06-2021 | Бухарест    | Україна              | 2 – 1     | Північна Македонія   | ЧЄ 2020 - груповий етап              | -    | 78'      |
| 21-06-2021 | Бухарест    | Україна              | 0 – 1     | Австрія              | ЧЄ 2020 - груповий етап              | -    |          |
| 29-06-2021 | Глазго      | Швеція               | 1 – 2     | Україна              | ЧЄ 2020 - 1/8 фіналу                 | -    | 118'     |
| 03-07-2021 | Рим         | Україна              | 0 – 4     | Англія               | ЧЄ 2020 - 1/4 фіналу                 | -    | 64'      |
| 01-09-2021 | Нур-Султан  | Казахстан            | 2 – 2     | Україна              | Відбір до ЧС 2022                    | -    | 75'      |
| 04-09-2021 | Київ        | Україна              | 1 – 1     | Франція              | Відбір до ЧС 2022                    | -    | 90'      |
| 09-10-2021 | Гельсінкі   | Фінляндія            | 1 – 2     | Україна              | Відбір до ЧС 2022                    | -    | 77'      |
| 12-10-2021 | Львів       | Україна              | 1 – 1     | Боснія і Герцеговина | Відбір до ЧС 2022                    | -    | 72'      |
| 11-11-2021 | Одеса       | Україна              | 1 – 1     | Болгарія             | товариський матч                     | -    | 46'      |
| 16-11-2021 | Зениця      | Боснія і Герцеговина | 0 – 2     | Україна              | Відбір до ЧС 2022                    | -    | 81'      |
| 01-06-2022 | Глазго      | Шотландія            | 1 – 3     | Україна              | Відбір до ЧС 2022                    | -    | 90+3'    |
| 05-06-2022 | Кардіфф     | Уельс                | 1 – 0     | Україна              | Відбір до ЧС 2022                    | -    | 70'      |
| 08-06-2022 | Дублін      | Ірландія             | 0 – 1     | Україна              | Ліга націй УЄФА 2022—2023 - 1-й етап | -    | 89'      |
| 11-06-2022 | Лодзь       | Україна              | 3 – 0     | Вірменія             | Ліга націй УЄФА 2022—2023 - 1-й етап | -    | 84'      |
| 14-06-2022 | Лодзь       | Україна              | 1 – 1     | Ірландія             | Ліга націй УЄФА 2022—2023 - 1-й етап | -    |          |
| 21-09-2022 | Глазго      | Шотландія            | 3 – 0     | Україна              | Ліга націй УЄФА 2022—2023 - 1-й етап | -    | 46'      |
| 24-09-2022 | Єреван      | Вірменія             | 0 – 5     | Україна              | Ліга націй УЄФА 2022—2023 - 1-й етап | -    | 30' 46'  |
| 16-06-2023 | Скоп'є      | Північна Македонія   | 2 – 3     | Україна              | Відбір до ЧЄ 2024                    | -    | 90'      |
| 19-06-2023 | Трнава      | Україна              | 1 – 0     | Мальта               | Відбір до ЧЄ 2024                    | -    | 81'      |
| 09-09-2023 | Вроцлав     | Україна              | 1 – 1     | Англія               | Відбір до ЧЄ 2024                    | -    | 65'      |
| 12-09-2023 | Мілан       | Італія               | 2 – 1     | Україна              | Відбір до ЧЄ 2024                    | -    | 84'      |
| 14-10-2023 | Прага       | Україна              | 2 – 0     | Північна Македонія   | Відбір до ЧЄ 2024                    | -    | 76'      |
| 17-10-2023 | Та-Калі     | Мальта               | 1 – 3     | Україна              | Відбір до ЧЄ 2024                    | -    |          |
| 07-06-2024 | Варшава     | Польща               | 3 – 1     | Україна              | товариський матч                     | -    |          |
| 21-06-2024 | Дюссельдорф | Словаччина           | 1 – 2     | Україна              | ЧЄ 2024 - груповий етап              | -    | 85'      |
| Усього     |             | Матчів               | 62        |                      | Голів                                | 3    |          |

## Досягнення
- Чемпіон України (3): 2014/15, 2015/16, 2020/21
- Срібний призер чемпіонату України: 2016/17, 2017/18, 2018/19, 2019/20
- Бронзовий призер чемпіонату України: 2012/13
- Срібний призер Першої ліги України (1): 2011/12
- Володар Кубка України (3): 2013/14, 2019/20, 2020/21
- Володар Суперкубка України (3): 2016, 2018, 20192020